# 德米特里·梅津采夫
德米特里·费奥多罗维奇·梅津采夫（俄语：Дми́трий Фёдорович Ме́зенцев，羅馬化：Dmitry Fyodorovich Mezentsev，1959年8月18日—），是一名俄罗斯政治家、曾任伊尔库茨克州州长、上海合作组织秘书长（2013年1月1日至2015年12月31日）。之后被普京任命为俄罗斯联邦委员会外交事务与媒体委员会主任。
2021年3月19日，总统令解除梅津采夫驻白俄罗斯大使职务。同日，白俄罗斯总统亚历山大·卢卡申科任命梅津采夫为俄罗斯和白俄罗斯联盟国务秘书，接替格里戈里·拉波塔。